# La ribelle del Sud
La ribelle del Sud (Belle Starr) è un film western del 1941 diretto da Irving Cummings.
Tratta in maniera "romanzata" le gesta della donna-bandito Belle Starr.